# Rachael Watson
Rachael Elizabeth Watson (Australia, 30 de enero de 1992) es una nadadora paralímpica australiana. Ella es la actual poseedora del récord mundial de S4 50 m estilo libre. Watson representó a Australia en los Juegos Paralímpicos de Río de Janeiro 2016 donde se convirtió en la primera de la clase S4 en ganar una medalla de oro en los 50 m estilo libre en cualquier juego paralímpico.

## Vida personal
Watson nació el 310 de enero de 1992 en Brisbane, Queensland. Es una trilliza y tiene una parálisis cerebral leve debido a un nacimiento prematuro. A la edad de 21 años, adquirió el Síndrome de Guillain-Barré, que provocó una rápida debilidad de los músculos de todo el cuerpo y daños en el sistema nervioso periférico, lo que dio lugar a la pérdida de la capacidad de caminar y a una cuadriplejía de bajo nivel. La causa sigue siendo desconocida. Antes de adquirir el Síndrome de Guillain Barre, fue empleada como instructora de aprendizaje de natación mientras estudiaba en la universidad y también había obtenido honores en los exámenes de piano y teoría musical de la AMEB. En 2009, como estudiante de Year 12, Watson fue la única beneficiaria del "Premio de Buena Voluntad Leanne Crawl", un premio en el que la beneficiaria demuestra una excepcional buena voluntad y amabilidad hacia sus compañeros de estudio. Watson ocupó un puesto de liderazgo mientras asistía a la escuela secundaria y también fue galardonado con el premio "Espíritu de la Comunidad". En 2011, fue galardonada con el "Joven Voluntario del Año de Queensland". Watson desempeña un papel voluntario como embajadora oficial de la Fundación del Síndrome de Guillain Barre de Australia, donde imparte educación al personal médico y ofrece apoyo directo a los pacientes y sus familias. Actualmente es voluntaria en el Hospital Infantil de Queensland en el papel de apoyo en el quirófano. Es miembro del Comité Asesor de Discapacidades de la Salud de Queensland. Watson tiene un título universitario en Educación infantil.

## Carrera de natación
Watson comenzó a nadar como parte de su rehabilitación. En 2015 fue clasificada como una nadadora S4 como resultado del Síndrome de Guillain Barre que padece. Ha roto los récords australianos de 16 años (establecidos en 1999) en los 50 m, 100 m, 200 m estilo libre y 50 m mariposa. Los nadadores clasificados S4 tienen cierta debilidad en sus manos y brazos y no utilizan su núcleo o sus piernas. La mayoría de las competiciones se celebran en un formato de clases múltiples (MC) en el que cada atleta nada contra el récord mundial de su clasificación y el nadador con la puntuación más alta gana la carrera. 1000 puntos equivalen a un récord mundial.
En el Campeonato Australiano de Natación 2016, a pesar de haber quedado octava en la multiclase de 50 metros libres, logró una clasificación A para los Juegos Paralímpicos de Río y en sus primeros nacionales, que también se duplicaron como pruebas de selección, hizo su primer equipo paralímpico.
En los Juegos Paralímpicos de Río de Janeiro 2016, ganó la medalla de oro en los 50 metros libres de estilo S4 en un tiempo récord paralímpico de 40,13. Watson se convirtió en la primera nadadora clasificada en S5 o inferior, en ganar el oro para Australia este milenio.
En la preparación para Río de Janeiro, Watson compartió «Si yo fuera a ganar una medalla, no sería únicamente yo quien la ganara, sino también ellos. Ellos han hecho mucho por mí. Mi madre me ha enseñado mucho sobre cómo ser una mujer joven y mi padre me ha enseñado a lidiar con los golpes que la vida te da». Después de la victoria, durante la entrevista posterior a la carrera se le preguntó: «¿Cuál sería su mensaje para otras jóvenes?» Ella respondió con lágrimas en los ojos: «Supongo que debes ser amable contigo mismo, porque te vas a fijar metas y vas a querer que suceda de inmediato y no es así, y te va a dar una patada en las tripas un millón de veces pero, ya sabes, esto podría suceder si trabajas duro».
En el Campeonato de Natación de Australia de 2017, nadó 37,87 en la final femenina de 50 metros libres de clases múltiples para romper el anterior récord mundial de S4 de 39,52. También rompió el récord en el heat en un tiempo de 38,66. Ganó su primer título nacional australiano y el récord mundial de natación le valió un lugar en su primer equipo del Campeonato Mundial. Watson recibió una ovación de la multitud y un abrazo de Dawn Fraser, que ella describe como uno de los momentos más memorables de su vida.
Los Campeonatos Mundiales de Natación Paralela de 2017 se pospusieron debido a una serie de fuertes terremotos en México. Los campeonatos debían tener lugar del 30 de septiembre al 6 de octubre en la Ciudad de México. La hora actual la habría visto ganar el oro. En 2018, Watson fue elegida para ser voluntaria en los Juegos de la Mancomunidad de Gold Coas de 2018. Ella no podía competir en la natación en los juegos ya que su clasificación no estaba incluida en esta competición.
En los Campeonatos Mundiales de Natación Paralela de 2019 en Londres, ganó una medalla de plata en los 50 m estilo libre femenino S4, faltando la medalla de oro por poco, y una medalla de bronce en los 100 m estilo libre femenino S4.
Entrena en el Club de Natación Chandler en Brisbane. Watson ha sido nombrado Capitán del Club para las temporadas 2017/2018, 2018/2019 y 2019/2020.

## Resultados principales
- 2016 - IDM Berlin Open - 50 m Freestyle multiclase - 1.er (39.97)
- 2016 - Juegos Paralímpicos de Río - 50 m Estilo libre S4 - 1.er (40.13)
- 2017 - Campeonato Australiano de Natación (LC) - 50 m de estilo libre multiclase - 1.er (37.87) - Récord *mundial
- 2017 - Abierto de Canadá - 50 m estilo libre multiclase - 1.er (39.02)
- 2017 - Abierto de Canadá - 100 m estilo libre multiclase - 1.er (1:27.62)
- 2018 - Campeonato Australiano de Natación (LC) - 50 m estilo libre multiclase - 2º (40.05)
- 2018 - Para Pan Pacific Championships - 50 m Freestyle S4 - 1.er (40.00)
- 2018 - Campeonato Australiano de Natación (SC) - 50 m estilo libre multiclase - 1.er (40.41)
- 2019 - Campeonato Australiano de Natación (LC) - 50 m estilo libre multiclase - 1.er (39.12)
- 2019 - Melbourne WPS World Series - 50 m Freestyle multiclase - 3º (39.77)
- 2019 - Serie Mundial WPS de Singapur - 50 m de estilo libre multiclase - 2º (39.20)
- 2019 - Serie Mundial WPS de Singapur - 100 m estilo libre multiclase - 2º (1:30.51)
- 2019 - Campeonato del Mundo de Londres - 50 metros libres S4 - 2º (40.62)
- 2019 - Campeonato del Mundo de Londres - 100 metros libres S4 - 3º (1:33.90)
- 2020 - Melbourne WPS World Series - 50 m Freestyle multiclase - 1.er (39.75)

## Reconocimientos
- 2016 - Descubrimiento AIS del Año (Premios Anuales de Natación de Australia).[8]
- 2016 - Atleta más mejorado (Premios anuales de la Asociación de Deportistas y Discapacitados).[9]
- 2016 - Natación Australia Nadador Paralímpico del año nominado.

+*2017 - Premio de Excelencia Shannon Rollason: Open Female Swimmer 2016/2017 (Premios Anuales del Club de Natación Chandler).
- 2017 - Medalla de la Orden de Australia.[10]
- 2017 - Natación en Australia el mejor momento de 2017.
- 2018 - QLD Sprint Championships "SWD Swimmer of the Meet"2018 - Nadtación Australia Nadador Paralímpico del año nominado.
- 2019 - Premio de Excelencia Shannon Rollason: Open Female Swimmer 2018/2019 (Premios Anuales del Club de Natación Chandler).